# Lesoto en los Juegos Olímpicos de Seúl 1988
Lesoto estuvo representado en los Juegos Olímpicos de Seúl 1988 por seis deportistas masculinos que compitieron en dos deportes.
El portador de la bandera en la ceremonia de apertura fue el atleta Noheku Nteso. El equipo olímpico lesotense no obtuvo ninguna medalla en estos Juegos.